# Alfons I d’Este
Alfons d’Este (ur. 21 lipca 1476, zm. 31 października 1534) – książę Ferrary podczas wojen Ligi z Cambrai.
Był synem Herkulesa I d’Este i Eleonory Aragońskiej. W wojnach Ligi z Cambrai wspierał on Ligę przeciw Wenecji i pozostał sprzymierzeńcem króla Francji – Ludwika XII (nawet po tym jak papież Juliusz II zawarł pokój z Wenecją). W 1510 został za to ekskomunikowany, a Ferrara została przyłączona do ziemi papieskich – Alfons pokonał jednak armię papiesko-wenecką, podbił Bolonię i odegrał znaczącą rolę we francuskim zwycięstwie w bitwie pod Rawenną (1512).
W latach 1526–1527 Alfons brał udział w ekspedycji cesarza rzymskiego i króla Hiszpanii, Karola V Habsburga przeciw papieżowi Klemensowi VII. Podobnie jak jego brat – kardynał Hippolit d’Este, Alfons był jednym z najpotężniejszych patronów swoich czasów; dla niego Giovanni Bellini namalował „Święto Bogów” w 1514 – swoje ostatnie skończone dzieło. Wspierał też ucznia Belliniego – Tycjana. W 1529 Alfons stworzył najwspanialszą galerię swoich czasów. Ferrara stała się również muzycznym centrum Europy – wielu najsławniejszych muzyków tamtej epoki tworzyło na dworze Alfonsa.

## Młodość
Alfons przyszedł na świat 21 lipca 1476 jako trzecie dziecko i jednocześnie najstarszy syn, księcia Ferrary Herkulesa I d’Este i jego żony Eleonory Aragońskiej. Miał dwie starsze siostry Izabelę i Beatrycze oraz trzech młodszych braci: Ferranta (1477), Hipolita (1479) i Giulia. Dzieciństwo i młodość przeżył wśród niepokojów związanych z wojną z Wenecją. Troski wynikłe z tej wojny: utrata równiny polezyńskiej i Rovigo zaważyły poważnie na jego charakterze, rodząc przekonanie, że siła militarna jest dla Ferrary koniecznością. Uznawszy artylerię za rozstrzygający czynnik w przyszłych wojnach jako młodzieniec, założył i osobiście zaczął prowadzić odlewnię armat. Z szacunkiem odnosił się do pracujących tam robotników. Chętnie też z nimi przestawał, ku zgorszeniu szlachty i dworzan. W wieku 15 lat, 22 stycznia 1491 roku, został w Mediolanie zaślubiony z Anną Sforzą, księżniczką mediolańską. Anna okazała się osobą chorowitą, nie mogła mieć dzieci i po sześciu latach pożycia małżeńskiego umarła, w 1497 roku. Z mężem musiała przechodzić trudne chwile. Na kilka miesięcy przed jej śmiercią Alfons pozwolił sobie na wyskok młodzieńczej fantazji: wyszedł na ulice Ferrary zupełnie nago, ze szpadą w ręku, otoczony kilkoma towarzyszami rozpusty. W swoich wydatkach skrzętnie zapisywał sumy per Venere lasciva, w studio porozwieszał obrazy Cosimo Tury, przedstawiające nagie postaci kobiece, drażniące zmysły. W młodości Alfons sporo podróżował, interesując się kwestiami praktycznymi: architekturą twierdz i portów, budową miast, gospodarką, uzbrojeniem, obyczajami. Do czasu, gdy księstwem rządził ojciec, sprawami państwa starał się zajmować jak najmniej, skupiając się na odlewaniu armat, wyrabianiu waz majolikowych i kobietach.
Na początku 1500 roku Herkules otrzymał propozycję ożenienia, niedawno owdowiałego Alfonsa z Lukrecją Borgią. Wspierany w tym przez króla francuskiego, grał na zwłokę. Ostatecznie jednak zmuszony był ulec, Ludwik XII potrzebował bowiem poparcia Borgiów dla swoich planów podboju południowych Włoch. W zamian za małżeństwo Herkules I wynegocjował sto tysięcy dukatów posagu i prawie drugie tyle w klejnotach, strojach i srebrach, przyłączenie do Ferrary zamków Cento i Pieve, obniżenie rocznej daniny składanej przez Ferrarę papieżowi z czterech tysięcy do stu dukatów oraz tytuł książąt Ferrary dla wszystkich męskich potomków Lukrecji i Alfonsa. Kontrakt ślubny został podpisany 1 września 1501 roku. Uroczystości weselne miały miejsce na początku następnego roku i należały do najwspanialszych w renesansowych Włoszech. Po ślubie Alfons o tyle jedynie zmienił swoje postępowanie, że tylko za dnia szukał przyjemności poza domem, noce spędzając z żoną.
Pod koniec 1504 roku Herkules I ciężko zachorował. Alfons podróżował właśnie do Anglii. Jego bracia i najwyżsi dygnitarze oddali się pod rozkazy Lukrecji, uznając tym samym w jej mężu przyszłego władcę. Jeszcze przed śmiercią Herkulesa I, Alfons w białym, adamaszkowym płaszczu spotkał się z najwyższymi dostojnikami i szlachtą, a następnie udał się do katedry gdzie został koronowany przez Tito Strozziego. Herkules I zmarł 15 czerwca 1505 roku.

## Pierwsze lata rządów
Po wstąpieniu Alfonsa na tron dotychczasowa niezgoda pomiędzy nim a bratem Hipolitem, kardynałem, przekształciła się we wzorową współpracę. Kardynał całkowicie podporządkował się księciu. Nadzieje pozostałych braci na zwiększenie ich znaczenia spełzły tym samym na niczym. Alfons postarał się zwiększyć im bardzo skąpe apanaże przyznane przez ojca i podarował im pałac na mieszkanie. Nie przekreśliło to przeżytego rozczarowania, a sytuację komplikował fakt, że stosunki między Hipolitem a Giuliem były bardzo napięte. Obydwaj i Hipolit i Giulio zabiegali o względy pięknej Angeli Borgia, ta jednak wolała Giulia, chwaląc go przed Hipolitem za jego piękne oczy. 3 listopada 1505 roku kardynał jadący w otoczeniu swojej świty natknął się pod zamkiem Belriguardo na Giulia. W przypływie gniewu rozkazał swoim sługom wyłupić mu oczy. Zamach udał się tylko częściowo, Giulio stracił wzrok w jednym oku drugie lekarze zdołali uratować. Alfons nie wyciągnął wobec brata oczekiwanych konsekwencji, skazał go jedynie na miesięczne wygnanie, po czym wymógł na braciach pojednanie.

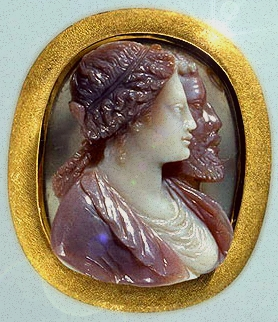
Kamea przedstawiająca Lukrecję i Alfonsa I

Urażony Giulio zawiązał spisek z bratem Ferrantem przeciwko Alfonsowi. Przystąpiło do niego wielu niezadowolonych dworzan, między innymi hrabia Albertino Boschetti i jego zięć, kapitan gwardii zamkowej. Spiskowcy chcieli zamordować Alfonsa na balu maskowym, a Hipolitowi podać truciznę. Wiadomości o spisku dotarły do Hipolita, który przekazał je Alfonsowi. W lipcu 1506 roku spiskowcy zostali ujęci, osądzeni i skazani na śmierć. Giulia i Ferranta Alfons na miejscu kaźni ułaskawił i skazał na dożywotnie więzienie w piwnicach swojego zamku. Ferrante umarł tam w 1540 roku, już za panowania Herkulesa II. Osiemdziesięcioletniego Giulia uwolnił w 1559 roku Alfons II.
W 1508 roku opinią publiczną Włoch wstrząsnęło morderstwo, którego ofiarą padł na głównym placu Ferrary Ercole Strozzi. Ercole, syn Tita Strozziego, poeta i dworzanin, a za panowania Herkulesa I główny urzędnik w państwie, wzbudził przeciw sobie gniew nowego księcia pośrednicząc w romansie pomiędzy, jego żoną Lukrecją Borgią a Pietrem Bembem. 6 czerwca 1508 roku zwłoki Ercola, zawinięte w płaszcz znaleziono w pobliżu kościoła San Francesco. Miał podcięte gardło, dwadzieścia dwie rany na ciele, całe pęki włosów, wydarte z głowy, leżały rozrzucone na ziemi. Alfons na ogół bardzo surowy w ściganiu przestępstw, nie podjął żadnych kroków w tym kierunku. Zdaniem współczesnych i części uczonych może to wskazywać na to, że sam był w to morderstwo zamieszany. Pietro Bembo po tym wypadku wyjechał z Ferrary i już do niej nie wrócił.

## Wojna z Wenecją
10 grudnia 1508 roku została zawiązana w Cambrai liga jednocząca przeciw Wenecji króla Francji, Anglii i cesarza Maksymiliana. We Włoszech papież Juliusz II usiłował nakłonić wenecjan do zwrotu Kościołowi ziem i fortec Romanii, które zagarnęli. Wenecjanie odmówili i w marcu 1509 roku papież przystąpił do Ligi. Alfons został mianowany gonfalonierem Kościoła i, jako lennik papieski, rozpoczął przygotowania do wojny. Od służby papieżowi nie wymówił się też markiz Mantui Francesco Gonzaga. Pierwszym czynem wojennym była ekskomunika rzucona przez papieża na Wenecję. 15 maja połączone siły sojusznicze spotkały się w Agnadello koło Cremony z 50. tysięczną armią wenecką. Cztery dni trwające zmagania przyniosły sukces Lidze. Potęga lądowa Wenecji została złamana. W trakcie dalszych działań wojennych wenecjanie próbowali zaatakować od morza Ferrarę. Eskadra floty, która wpłynęła w głąb Padu, została rozbita przez pozostawionego na straży państwa kardynała Hipolita. Wenecjanie podjęli próby negocjacji z papieżem. W trakcie działań wojennych wpadł w ich ręce markiz Mantui, którego użyli jako karty przetargowej. Na początku 1510 roku nastąpiło przesilenie. Papież obawiając się wzrostu wpływów francuskich we Włoszech i niewierności Gonzagi zaprosił do Rzymu delegację wenecką. 24 lutego uroczyście zdjął z Republiki Weneckiej ekskomunikę, po czym nakazał sprzymierzonym, by złożyli broń, bo wojna jest zakończona.

## Wojna z papieżem

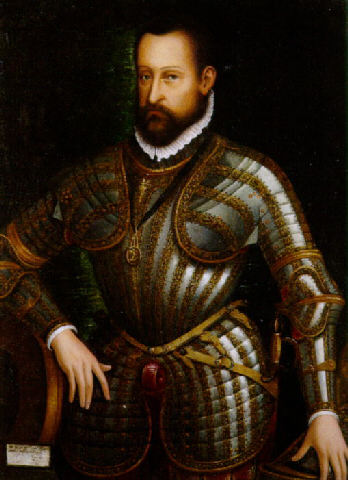
Portret Alfonsa d'Este pędzla Martina Roty

Zawiedziony w nadziejach na odzyskanie utraconych przez ojca Rovigo i Polesiny, Alfons, podburzany przez Francuzów, odmówił zaprzestania działań wojennych przeciwko Wenecji. Papież rzucił na księcia Ferrary ekskomunikę. Siły Wenecji i papiestwa zjednoczyły się przeciw Ferrarze, a na ich czele stanął, wypuszczony z weneckiego więzienia Francesco Gonzaga. Z pomocą przyszła Alfonsowi siostra Izabela, żona markiza Mantui. Zdołała namówić męża by udawał chorego, przez co armia sprzymierzeńców na próżno traciła czas. Jednocześnie przez posłańców donosiła bratu o wszelkich zamiarach przeciwnika. Tymczasem do Ferrary przez terytorium Mantui zaczęli napływać Francuzi wzmacniając siły Alfonsa. Książę zbroił się i spieniężał klejnoty rodowe na potrzeby wojny.
W grudniu 1511 roku zirytowany papież przejął dowództwo nad swoim wojskiem i wyruszył w pole. W styczniu 1512 roku zajął rejon Modeny i zaproponował Alfonsowi pokój. Książę jednak odrzucił go błędnie rozumiejąc, ze papież boi się kontynuować wojnę. Odrzucił więc jego propozycję. W odpowiedzi papież obległ Mirandolę i po bohaterskiej obronie zdobył ją. Obsadziwszy miasto swoim garnizonem przez Bolonię wycofał się do Imoli. Korzystając z zamieszania wojennego, wspomagani przez Francuzów Bentivogliowie zbuntowali się w Bolonii przeciw papieżowi. Jednocześnie król Francji Ludwik XII podjął próbę unieważnienia wyboru Juliusza II na papieża. W międzyczasie do Ferrary przybył Gaston de Foix, naczelny wódz armii francuskiej. 20 lutego Francuzi zdobyli na Wenecji Brescię. Przez Neapol zaczęli tymczasem do Włoch napływać Hiszpanie, popierający papieża. Wiosną wojska papieskie pod wodzą Raimonda di Cardona wyruszyły przeciw Ferrarze. 11 kwietnia natknęły się pod Rawenną na armię francusko-ferraryjską. Losy bitwy przesądziła artyleria Alfonsa, osobiście przez niego kierowana. Wojska papieskie wycofały się do Rzymu, a papież zaczął umacniać twierdzę świętego Anioła, w każdej chwili spodziewając się oblężenia. W bitwie pod Rawenną zginął jednak Gaston de Foix. Nowy wódz nie umiał zdobyć sobie posłuchu wśród żołnierzy. Po klęsce papieża przeciw Francuzom powstały Genua, Rimini, Rawenna. Szwajcarzy pod wodzą kardynała Schinnera przeszli przez Alpy idąc na odsiecz Juliuszowi II. Hiszpanie wspierani przez Włochów odebrali Francuzom Parmę, Piacenzę, Pawię, a nawet Asti.
Alfons w zmienionej sytuacji grał na zwłokę. Wreszcie zdecydował się zdać się na łaskę papieża. 24 czerwca przekazał władzę nad księstwem w ręce żony i brata Hipolita i wyruszył do Rzymu w towarzystwie swego jeńca Fabrizio Colonny. 9 lipca, eskortowany przez 500 zbrojnych Colonnów, stanął przed papieżem i prosił o przebaczenie. Juliusz II udzielił mu przebaczenia, zażądał jednak uwolnienia uwięzionych braci, a przede wszystkim ustąpienia mu Ferrary w zamian za Asti. Alfons nie przystał na tak surowe warunki. Nie dawszy odpowiedzi papieżowi, w nocy pod eskortą wymknął się z miasta. 30 września pod osłoną oddziału zbrojnego Prospera Colonny, który miał dołączyć do wojsk hiszpańskich wyruszył z twierdzy Colonnów, Marino w stronę Ferrary. Dotarłszy do Toskanii, rozstał się z towarzyszem podróży i z garstką swoich ludzi przemykał się bocznymi drogami, by nie wpaść ręce żołnierzy papieskich. Po opuszczeniu Toskanii ponownie spotkał się z Colonną i już przez nikogo nie niepokojony dotarł do Ferrary, entuzjastycznie witany przez ludność miasta.
Zaraz też zaczął przygotowywać się do obrony. Nowym naczelnym wodzem wojsk papieskich został siostrzeniec Juliusza II, Francesco Maria della Rovere, książę Urbino. Na początku 1513 roku wojska papieskie wyruszyły przeciw Ferrarze. Na samym początku tej kampanii, 21 lutego zmarł papież Juliusz II. W kościołach Ferrary śpiewano Te Deum, składając Bogu dzięki za uwolnienie świata od tego Holofernesa. Nowo obrany papież Giovanni dei Medici, który przybrał imię Leona X był przyjacielem Estów. Zdjął z Alfonsa ekskomunikę i zakończył wojnę. Po okresie walk w czasie których omal nie utracił swego księstwa, w następnych latach, Alfons powrócił do polityki równowagi i neutralności uprawianej przez ojca.

## Rodzina
12 stycznia 1491 Alfons ożenił się z Anną Marią Sforza (1473–30 listopada 1497), córką Galeazzo Marii Sforza. Był również jednym z trzech mężów Lukrecji Borgii (ostatnim). Mieli oni czworo dzieci, które dożyły lat dorosłych (pozostałe dzieci, tj. Alessandro ur. 1505, Alessandro ur. 1514 oraz Izabela Maria ur. w 1519, zmarły wkrótce po ich narodzinach):
- Herkules II d’Este (ur. 1508),
- Hipolit (ur. 1509), kardynał i właściciel Villa d’Este,
- Eleonora (ur. 1515),
- Franciszek (ur. 1516).